# Lluís Mas
Lluís Guillermo Mas Bonet, noto semplicemente come Lluís Mas (Ses Salines, 15 ottobre 1989), è un ex ciclista su strada e pistard spagnolo, professionista dal 2014 al 2023.

## Palmarès

### Strada
- 2007 (Juniores)

3ª tappa Vuelta Vegas de Granada (Villa de Otura, cronometro)
Trofeo Fernando Escartín
2ª tappa Vuelta a les Comarces de Castello (cronometro)
Classifica generale Vuelta a les Comarces de Castello
- 2013 (Burgos BH, una vittoria)

2ª tappa Volta às Terras de Santa Maria Feira (São João da Madeira > Montemor-o-Velho)
- 2015 (Caja Rural, una vittoria)

8ª tappa Presidential Cycling Tour of Turkey (Istanbul > Istanbul)

#### Altri successi
- 2007 (Juniores)

Criterium Campo de Criptana
- 2013 (Burgos BH)

Classifica scalatori Vuelta a Castilla y León
3ª tappa Criterium Pla de Mallorca (Sa Pobla > Sa Pobla)
Festes d'Agost de Campos
- 2015 (Caja Rural)

Classifica sprint Volta Ciclista a Catalunya
Classifica sprint Presidential Cycling Tour of Turkey
- 2016 (Caja Rural)

Classifica sprint Presidential Cycling Tour of Turkey
- 2017 (Caja Rural)

Classifica sprint intermedi Vuelta al País Vasco
Classifica scalatori Boucles de la Mayenne
- 2018 (Caja Rural)

Classifica scalatori Vuelta a Andalucía

## Piazzamenti

### Grandi Giri
- Giro d'Italia

2019: 126º
- Vuelta a España

2014: 121º
2015: ritirato (14ª tappa)
2016: non partito (5ª tappa)
2017: 83º
2018: 47º
2022: 132º

### Classiche monumento
- Milano-Sanremo

2019: 93º
2021: 90º
2023: 63º
- Giro delle Fiandre

2019: 123º
2020: ritirato
2021: 82º
- Parigi-Roubaix

2021: 94º
2023: ritirato
- Liegi-Bastogne-Liegi

2021: ritirato
2022: ritirato
- Giro di Lombardia

2014: ritirato

### Competizioni mondiali
- Campionati del mondo su strada

Aguascalientes 2007 - Cronometro Junior: 6º
Aguascalientes 2007 - In linea Junior: 47º
Copenaghen 2011 - Cronometro Under-23: 7º
Ponferrada 2014 - Cronosquadre: 23º
Richmond 2015 - In linea Elite: ritirato
Bergen 2017 - In linea Elite: 103°
Yorkshire 2019 - Staffetta: 10º
Yorkshire 2019 - Cronometro Elite: 39º
Fiandre 2021 - Staffetta: 11º
Fiandre 2021 - In linea Elite: ritirato

### Competizioni europee
- Campionati europei

Sofia 2007 - Cronometro Junior: 18°
Plouay 2020 - In linea Elite: ritirato
- Giochi europei

Baku 2015 - In linea Elite: ritirato